# Lingua kalasha
La lingua kalasha (endonimo Kalashamon) è una lingua appartenente alla Famiglia linguistica delle Lingue indoarie, sottogruppo delle Lingue dardiche, parlata nel distretto di Chitral della provincia de Khyber Pakhtunkhwa in Pakistan, da circa 5000 persone.

## Classificazione
La lingua è parlata dall'etnia Kalash che hanno la particolarità d'essere gli ultimi politeisti di questa parte del mondo, ciò ha valso a loro l'epiteto spregiativo di Kafir (infedeli, miscredenti), da parte dei musulmani. Da ciò derivò, la confusione fatta dal linguista George Abraham Grierson, che classificò originariamente il kalasha tra le Lingue nuristani (dall'antico nome di Kafiristan che aveva quella regione), dell'Afghanistan. Dopo i lavori di Morgenstierne, che ha dimostrato la vicinanza col Khawar, il kalasha è stato correttamente classificato tra le lingue dardiche.
Tuttavia, la progressiva conversione all'Islam, sta mettendo la lingua in pericolo, perché i Kalasha convertiti abbandonano la loro lingua per il khowar.